# Ponto periódico
Em matemática, no estudo de funções iteradas e sistemas dinâmicos, um ponto periódico de uma função é um ponto ao qual o sistema retorna depois de um certo número de iterações de função ou um certo período de tempo.

## Funções iteradas
Dado um endomorfismo f em um conjunto X
{\displaystyle f:X\to X}
um ponto x em X é chamado ponto periódico, se existe um n para que
{\displaystyle \ f_{n}(x)=x}

onde {\displaystyle f_{n}} é a enésima iteração de f. O menor inteiro positivo n, satisfazendo o acima, é chamado de período primo ou menor período do ponto x. Se cada ponto em X é um ponto periódico com o mesmo período n, então f é chamado periódico com o período n.
Se existem n e m distintos tais que
{\displaystyle f_{n}(x)=f_{m}(x)}
então x é chamado de ponto pré-periódico. Todos os pontos periódicos são pré-periódicos.
Se f é um difeomorfismo de uma variedade diferenciável, de modo que a derivada {\displaystyle f_{n}^{\prime }} é definida, então diz-se que um ponto periódico é hiperbólico se
{\displaystyle |f_{n}^{\prime }|\neq 1,}
que é atraente se
{\displaystyle |f_{n}^{\prime }|<1,}
e é "repelente" se
{\displaystyle |f_{n}^{\prime }|>1.}
Se a dimensão do variedade estável de um ponto periódico ou ponto fixo for zero, o ponto é chamado de fonte; se a dimensão de sua variedade instável é zero, ela é chamada de variedade; e se tanto a variedade estável quanto a instável tiverem uma dimensão diferente de zero, ele é chamado de ponto de sela ou a sela.